# Катр-Шан
Катр-Шан (фр. Quatre-Champs) — коммуна во Франции, находится в регионе Шампань — Арденны. Департамент коммуны — Арденны. Входит в состав кантона Вузье. Округ коммуны — Вузье.
Код INSEE коммуны — 08350.
Коммуна расположена приблизительно в 190 км к востоку от Парижа, в 65 км северо-восточнее Шалон-ан-Шампани, в 37 км к югу от Шарлевиль-Мезьера.

## Население
Население коммуны на 2008 год составляло 194 человека.
| 1962 | 1968 | 1975 | 1982 | 1990 | 1999 | 2008 |
| ---- | ---- | ---- | ---- | ---- | ---- | ---- |
| 187  | 212  | 156  | 170  | 187  | 189  | 194  |

## Администрация
| Период | Период | Фамилия       | Партия | Должность |
| ------ | ------ | ------------- | ------ | --------- |
| 2001   | 2008   | Жерар Дюпюи   |        |           |
| 2008   |        | Тони Безансон |        |           |

## Экономика
В 2007 году среди 130 человек в трудоспособном возрасте (15—64 лет) 95 были экономически активными, 35 — неактивными (показатель активности — 73,1 %, в 1999 году было 74,8 %). Из 95 активных работали 87 человек (49 мужчин и 38 женщин), безработных было 8 (2 мужчин и 6 женщин). Среди 35 неактивных 7 человек были учениками или студентами, 12 — пенсионерами, 16 были неактивными по другим причинам.

## Награды
- Военный крест (1914—1918)[англ.] — 9 марта 1921 года

## Фотогалерея

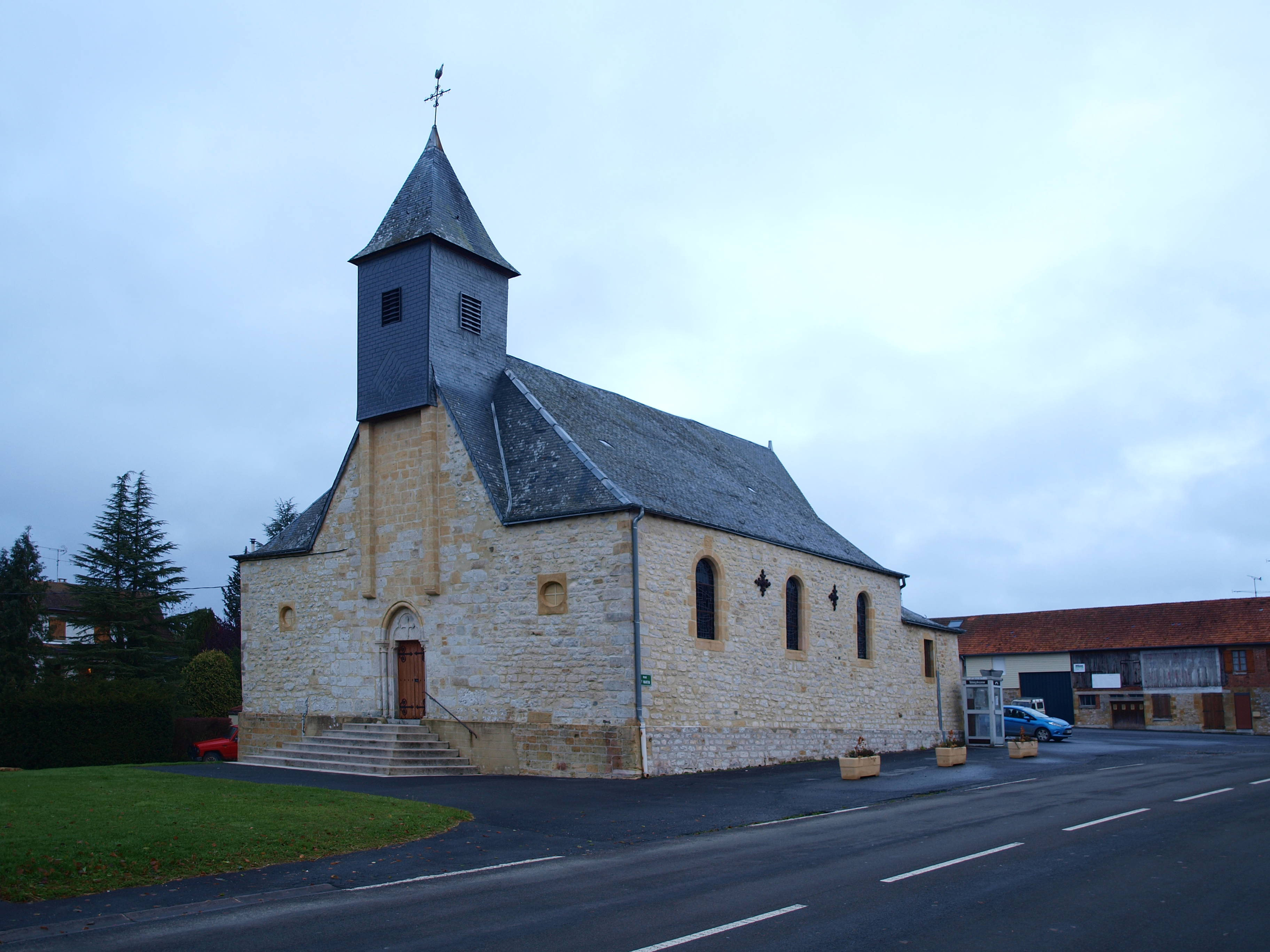
Церковь
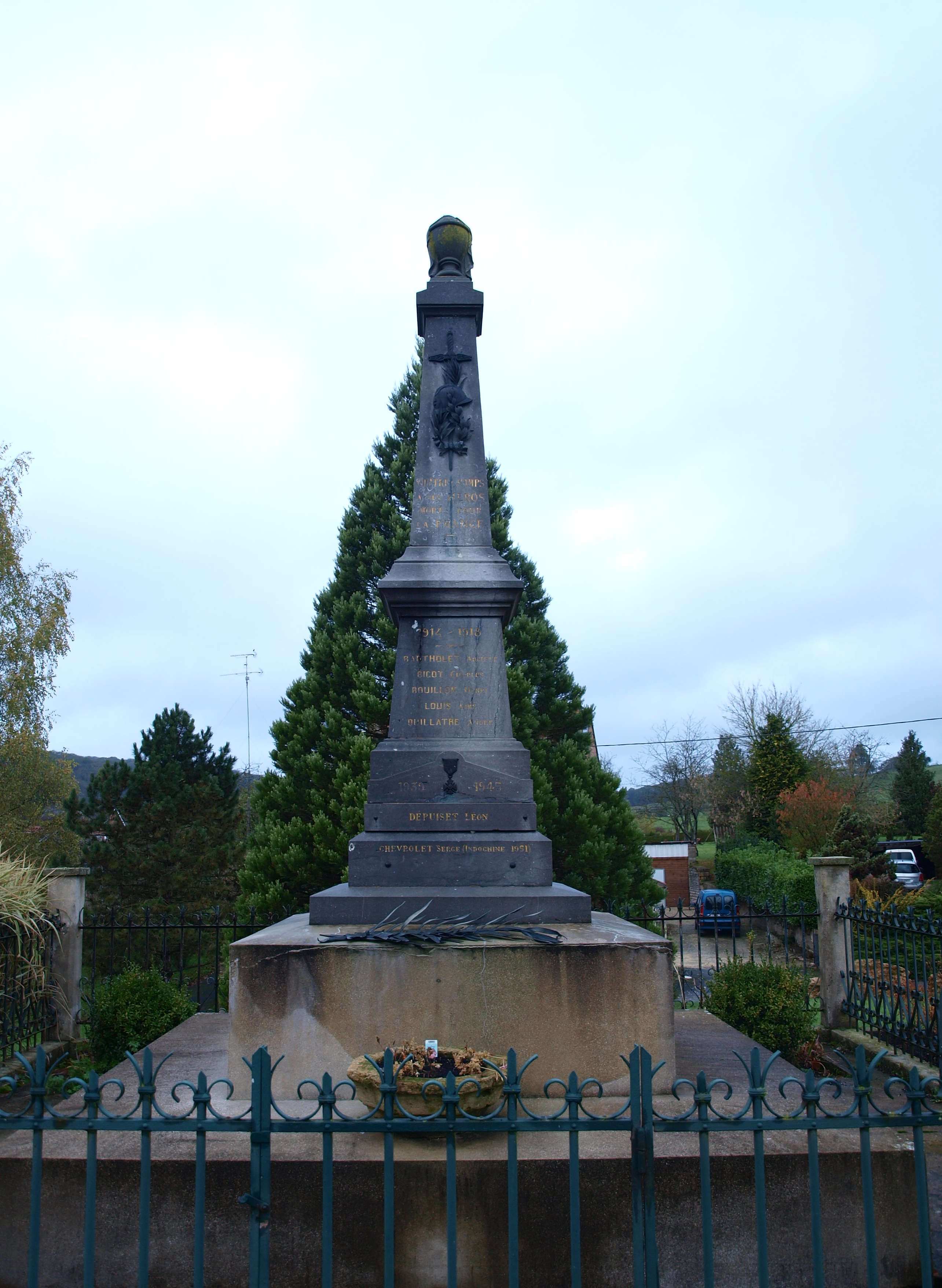
Памятник жителям, погибшим в Первой и Второй мировых войнах
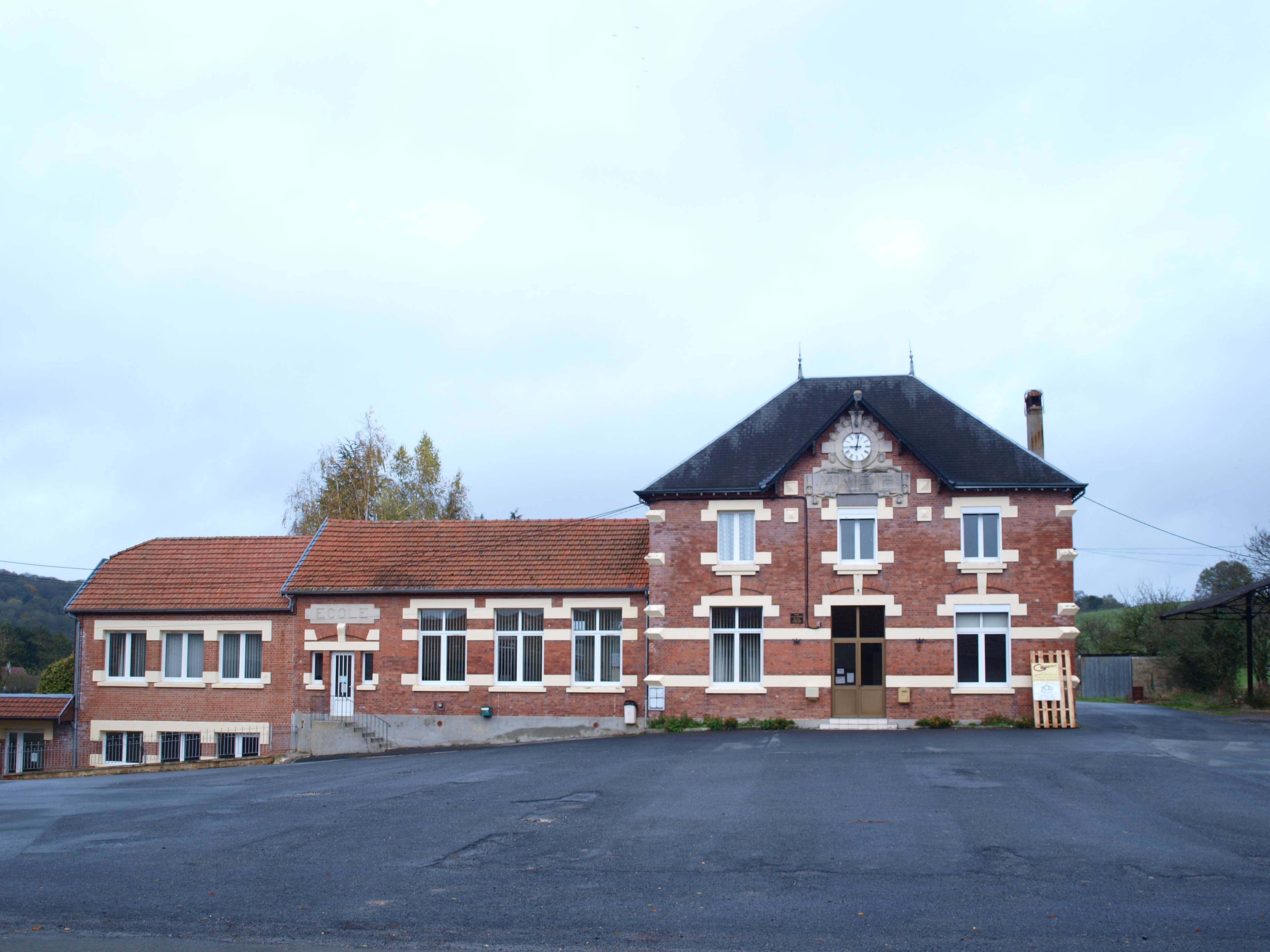
Мэрия
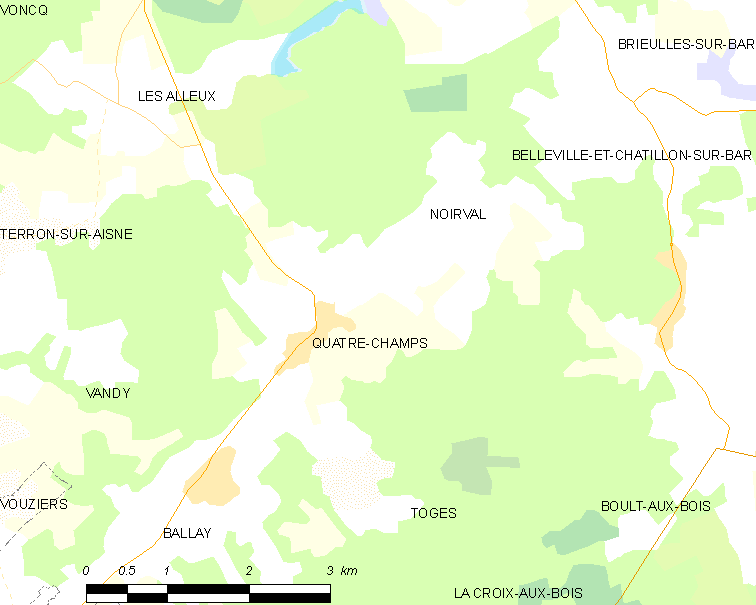
Карта коммуны